# Angkasawan
Angkasawan (malaiisch für Raumfahrer) ist der Name für das bemannte malaysische Raumfahrtprogramm. Es diente dazu, einen malaysischen Raumfahrer auszuwählen, der zur Internationalen Raumstation fliegt. Der Hinflug erfolgte am 10. Oktober 2007 mit  der ISS-Expedition 16 an Bord von Sojus TMA-11. Der Rückflug erfolgte elf Tage später mit der heimkehrenden ISS-Expedition 15 in Sojus TMA-10.
Das Programm hatte sowohl wissenschaftliche als auch technologische Zielsetzungen, war aber auch als Inspiration gedacht.

## Kandidatenliste
Am 4. September 2006 teilte in Kuala Lumpur der malaysische Premierminister Abdullah Ahmad Badawi die Namen für den ersten Raumfahrer seines Landes mit. Es handelte sich um den Arzt Sheikh Muszaphar Shukor. Als Ersatzmann war der Zahnarzt Faiz Khaleed vorgesehen.
Die zwei weiteren Kandidaten der Auswahl der letzten vier für den ersten malaysischen Raumflug waren:
- Siva Vanajah, 35[5]
- Mohammed Faiz Kamaluddin, 34[6]

Alle vier trainierten zusammen in Swjosdny Gorodok (übersetzt Sternenstädtchen) bei Moskau für ihren Einsatz.